# Yvonne Chouteau

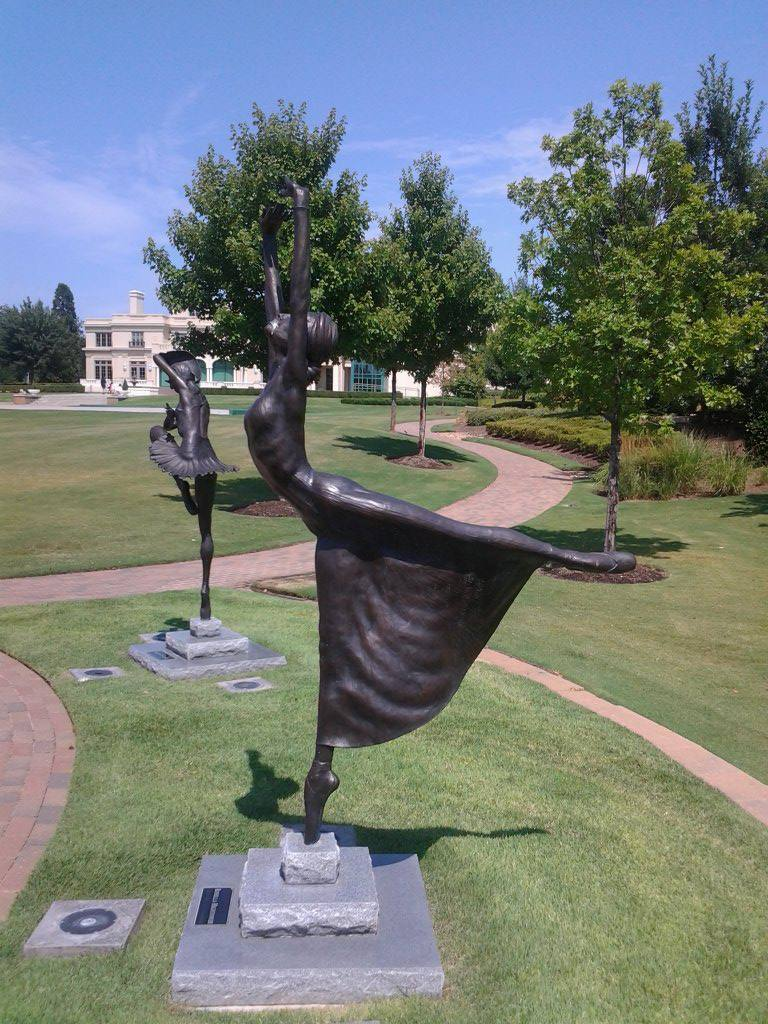
V. l. n. r. Marjorie Tallchief, Rosella Hightower.

Yvonne Myra Chouteau (* 7. März 1929 in Fort Worth, Texas; † 24. Januar 2016) war eine indianische US-amerikanische Ballerina. Sie war eine der „The Five Moons“ oder Native Primaballerinen von Oklahoma. Im Jahre 1962 gründete sie mit ihrem Mann Miguel Terekhov, Tänzer des Ballets Russes de Monte Carlo, die erste voll anerkannte universitäre Tanzschule in den Vereinigten Staaten, das Oklahoma City Civic Ballet der School of Dance an der Universität von Oklahoma. Chouteau war Mitglied des Shawnee-Stammes, aber als Ur-Ur-Ur-Enkelin von Major Jean Pierre Chouteau auch französischer Abstammung. Die Familie Chouteau aus St. Louis gründete 1796 Oklahomas älteste europäisch-amerikanische Siedlung am heutigen Standort von Salina. Sie wuchs in Vinita, Oklahoma auf.

## Leben
Chouteau begann, inspiriert von einem Auftritt der bekannten Tänzerin Alexandra Danilova in Oklahoma City, mit dem Tanzen. Sie lernte an der School of American Ballet in New York. 1943 empfahl Danilova sie Serge Denham für das Ballets Russes de Monte Carlo. Mit 14 Jahren war sie die jüngste Tänzerin, die je in diese Ballettkompanie aufgenommen wurde. 1945 tanzte sie ihre erste Solo-Rolle in Coppélia. Mit 18 Jahren wurde sie als jüngstes Mitglied in die Oklahoma Hall of Fame aufgenommen.
Im Jahr 1956 heiratete Chouteau den Tänzer Miguel Terekhov. Zusammen organisierten sie das Oklahoma City Civic Ballet (heute Oklahoma City Ballet). Im Jahre 1962 gründete sie gemeinsam mit ihrem Ehemann die erste voll akkreditierte Tanzabteilung der USA an der Universität von Oklahoma in Norman (Oklahoma). Sie wurde in Ballets Russes, einem Dokumentarfilm von Dayna Goldfine und Dan Geller, der 2005 auf dem Sundance Film Festival uraufgeführt wurde, gezeigt.
Gemeinsam mit den vier anderen Tänzerinnen indianischer Abstammung (Rosella Hightower, Moscelyne Larkin, Maria Tallchief und Marjorie Tallchief), die alle beim Ballets Russes de Monte Carlo tanzten, war Chouteau Teil der prominenten Ballettgruppe The Five Moons.

## Ehrungen
Gouverneur Frank Keating bezeichnete sie am 8. Oktober 1997 als einen Schatz Oklahomas.
Als 2004 das National Museum of the American Indian der Smithsonian Institution in Washington, D.C. eröffnet wurde, erhielt Chouteau für ihren Beitrag zum kulturellen Erbe der Nation bei der Eröffnungszeremonie den National Cultural Treasures Award.

### Die Skulptur
Als Mitglied der Five Moons wurde Chouteau im November 2007 zusammen mit vier anderen Tänzerinnen indianischer Abstammung (Rosella Hightower, Moscelyne Larkin, Maria Tallchief und ihrer Schwester Marjorie Tallchief) mit einer Bronzestatue aus dem Zyklus des Bildhauers Monte England geehrt. England begann 1995 mit der Skulptur; als er 2005 starb, setzte Gary Henson die Arbeit fort. Die Statuen befinden sich auf dem Westrasen im Garten der Tulsa Historical Society in Tulsa, Oklahoma.

### Bilder
Der Chickasaw-Maler Mike Larsen fertigte für die Oklahoma State Capitol Rotunda in Oklahoma City ein Wandbild namens Flight of Spirit. Ein weiteres Bild stammt von dem Muskogee Jerome Tiger.

### Ballett
Ein Ballett namens The Four Moons wurde für das Oklahoma Indian Ballerina Festival 1967 geschrieben und gibt die jeweilige Stammesherkunft der fünf Künstlerinnen wieder. Die Musik stammt von Louis Ballard, einem Quapaw-Cherokee.